# El Lute II: mañana seré libre
El Lute II: mañana seré libre és una pel·lícula espanyola de 1988 dirigida per Vicente Aranda, continuació d'El Lute: camina o revienta (1987). Totes dues obres narren la vida del delinqüent i pròfug dels anys seixanta Eleuterio Sánchez, «El Lute», paper interpretat per Imanol Arias. Els resultats no foren tan satisfactoris com a la primera entrega, potser perquè el propi Eleuterio participà en el guió i es va trencar l'objectivitat.
Entre totes dues pel·lícules van obtenir nou candidatures als Premis Goya, no obtenint cap guardó. Tot i així la pel·lícula participà en la secció oficial del 41è Festival Internacional de Cinema de Canes, però tampoc va obtenir cap guardó.

## Argument
Eleuterio Sánchez, «El Lute» (Imanol Arias) comença ara una vida plena d'acció; els seus sentiments de llibertat i els seus somnis de viure com els paios han anat creixent en la seva ment, i està disposat al fet que res li detingui. El retrobament amb la seva família, després d'escapar del penal del Puerto de Santa María (Cadis), és el començament d'una contínua fugida.

## Repartiment
- Imanol Arias - Eleuterio Sánchez 'El Lute'
- Jorge Sanz - Toto
- Ángel Pardo - Lolo
- Pastora Vega - Esperanza
- Blanca Apilánez - Maria
- Montserrat Tey - Emilia

## Comentaris
Imanol Arias comparteix cartell amb el seu ja llavors companya sentimental Pastora Vega (en el paper d'Esperanza).

## Candidatures
III Premis Goya
| Categoria                        | Persona                                        | Resultat  |
| -------------------------------- | ---------------------------------------------- | --------- |
| Millor actor protagonista        | Imanol Arias                                   | Candidat  |
| Millor actor de repartiment      | Jorge Sanz                                     | Candidat  |
| Millor guió adaptat              | Vicente Aranda Joaquim Jordà Eleuterio Sánchez | Candidats |
| Millor maquillatge i perruqueria | Juan Pedro Hernández Agustín Cabiedes          | Candidats |
| Millors efectes especials        | Alberto Nombela Núñez                          | Candidato |